# Омський район
Омський район (рос. Омский район) — муніципальне утворення у Омській області.

## Адміністративний устрій
- Чернолучинське міське поселення
- Андріївське сільське поселення
- Ачаірське сільське поселення
- Дружинське сільське поселення
- Іртишське сільське поселення
- Калинінське сільське поселення
- Ключевське сільське поселення
- Комсомольське сільське поселення(інші мови)
- Красноярське сільське поселення
- Лузінське сільське поселення
- Магістральне сільське поселення
- Морозовське сільське поселення
- Надеждінське сільське поселення
- Новоомське сільське поселення
- Новотроїцьке сільське поселення
- Омське сільське поселення
- Петровське сільське поселення(інші мови)
- Покровське сільське поселення(інші мови)
- Пушкінське сільське поселення
- Розовське сільське поселення
- Ростовкінське сільське поселення
- Троїцьке сільське поселення(інші мови)
- Усть-Заостровське сільське поселення